# Apogonia mindanaoana
Apogonia mindanaoana är en skalbaggsart som beskrevs av Moser 1915. Apogonia mindanaoana ingår i släktet Apogonia och familjen Melolonthidae. Inga underarter finns listade i Catalogue of Life.